# Седеф Чакмак
Седеф Чакмак (рођена 9. јуна 1982. године) је турска политичарка и активисткиња за права ЛГБТ особа. Она је прва аутована ЛГБТИ особа која је изабрана на некој јавној функцији у Турској.

## Каријера
Одрасла је у Анкари а студије је завршила на Универзитету у Галатасарају где је дипломирала социологију.
У турском ЛГБТ покрету је активна од 2000. године. Године 2004, контактирала је Ламбда Истанбул како би написала студију на универзитету о ЛГБТ проблемима у Турској. После тога је постала активна чланица ове организације, али и део њихове Комисије за међународне односе и Комисије за академска истраживања. Од 2011. до 2013. године била је једна од оснивачица и председница Управног одбора Удружења за студије социјалне политике, родног идентитета и сексуалне оријентације.
На локалним изборима за градско веће у Бешикташу 2014. године, победила је као чланица Кемалистичке републиканске народне странке. Свој мандат прихватила је 2. Марта 2015. Године. Пре тога, била је саветница градоначелника Бешикташа у вези са ЛГБТ проблемима. 
Октобра 2017. године, постала је преседница Извршног одбора „Руже дугиних боја”, мреже ЛГБТИ платформи у оквиру Партије европских социјалиста. 